# 高岡美佳
高岡 美佳（たかおか みか、1968年6月19日 - ）は日本の経営学者。立教大学経営学部教授。専門分野は消費者行動論、流通システム論など。産学連携プロジェクトにも熱心である。

## 人物
東京都出身。10代の頃、紘川淳の名義でごく短期間、アイドルとして歌手や女優をしていたことでも知られる。芸能界から引退したのちに学者の道に進んだ非常に珍しい人物である。
青山学院大学経営学部及び同大学院で経営学を学ぶ。さらに東京大学大学院で伊藤元重教授のもとで学び、博士課程を修了するとともに博士号を取得している。
近年は経営学者としてテレビ出演の機会も増えているほか、企業の社外取締役、政府の審議会委員などを務めている。

## 経歴
- 1994年 青山学院大学経営学部卒業
- 1996年 青山学院大学大学院経営学研究科博士前期課程 修了
- 1999年 東京大学大学院経済学研究科博士課程 修了
- 1998～99年 日本学術振興会特別研究員
- 1999年 大阪市立大学専任講師
- 2001年 同助教授
- 2002年 立教大学経済学部経営学科 経済学研究科助教授
- 2006年～ 立教大学経営学部経営学科 経営学研究科助教授
- 2009年～ 立教大学経営学部経営学科 経営学研究科教授
- 2010年～15年 朝日生命保険評議員
- 2011年～19年 ファミリーマート監査役
- 2014年～20年 TSIホールディングス取締役
- 2014年 モスフードサービス取締役
- 2015年～ 共同印刷取締役
- 2016年～21年 ユニー・ファミリーマートホールディングス取締役
- 2017年～22年 公益財団法人東日本鉄道文化財団評議員
- 2018年～ SGホールディングス取締役
- 2020年～ 日本経営診断学会副会長
- 2023年～ ファンケル取締役
- 2024年〜 ニップン取締役

## 社会活動
- 2013年12月〜現在　経済産業省 産業構造審議会地球環境小委員会流通・サービスWG 委員
- 2015年12月〜2017年12月　経済産業省 産業構造審議会 臨時委員（産業技術環境分科会 研究開発・イノベーション小委員会委員）
- 2017年3月〜2019年3月　国土交通省 交通政策審議会 交通体系分科会　物流部会 委員
- 2017年5月〜現在　国土交通省 トラック輸送における取引環境・労働時間改善中央協議会 委員
- 2018年4月〜現在　一般社団法人産業環境管理協会 エコプロアワード審査委員会委員
- 2019年12月〜2020年3月　国土交通省 加工食品分野における物流標準化研究会 委員
- 2020年4月〜現在　SIP「スマート物流サービス」評価委員会委員
- 2021年5月　国土交通省 加工食品における物流標準化アクションプラン フォローアップ会 委員
- 2021年6月〜現在　国土交通省 官民物流標準化懇談会 構成員
- 2022年9月〜現在　経済産業省 持続可能な物流の実現に向けた検討会 委員

## 著作
- eリテール・インパクト―ネットワーカーが変える「消費」 (共著) 2003年11月 NTT出版
- 入門経営学 入門現代企業論 (共著) 2004年4月 新世社